# Kirwa Keni
Kirwa Keni (auch Kirwakeni) ist ein Verwaltungsbezirk (Ward) des Distrikts Rombo in der tansanischen Region Kilimandscharo.

## Geografie
Kirwa Keni liegt im Nordosten von Tansania etwa 30 Kilometer Luftlinie nordöstlich der Regionshauptstadt Moshi am südlichen und südöstlichen Abhang des Mawenzi. Der Bezirk hat eine West-Ost-Ausdehnung von mehr als 30 Kilometern ist aber weniger als 2 Kilometer breit, die Höhe steigt von rund 1100 Meter im Osten auf 3400 Meter im Westen an. Kirwa Keni grenzt im Osten an Kenia, im Süden an Ushiri Ikuini und Mrao Keryo, im Westen an Uru Kaskazini, im Nordwesten an Nanjala, im Norden an Katangara Mrere und im Nordosten an Kisale Msaranga.
Bei der Volkszählung 2022 lebten 7330 Menschen in 2002 Haushalten auf einer Fläche von 45 Quadratkilometern.

## Gliederung
Kirwa Keni besteht aus drei Gemeinden (Mtaa) mit 13 Orten (Kitongoji):
| Keni - Makaeni - Woka - Kangeri - Ng’anyeni - Kituvata - Mokoro | Kirwa - Amrushu Mamba - Amrushu Kisale - Longoni - Kirwa Kisale | Kiraeni - Kiraeni - Lemerao - Ung’oro |

## Wirtschaft und Infrastruktur
- Bildung: Die Keni Secondary School ist eine staatliche weiterführende Schule für Mädchen und Burschen mit einer Ausbildung bis zur 4. Stufe,[7] die Kiraeni Secondary School ist eine private Mädchenschule.[8][9]
- Gesundheit: In der Gemeinde Kirwa befindet sich ein staatliches Gesundheitszentrum.[10] In den Gemeinden Keni und Kiraeni gibt es je eine private Apotheke.[11][12]
- Verkehr: Die asphaltierte Nationalstraße T21 verbindet den Bezirk mit Moshi im Süden und Kenia im Norden.[13]